# Lancia Gamma

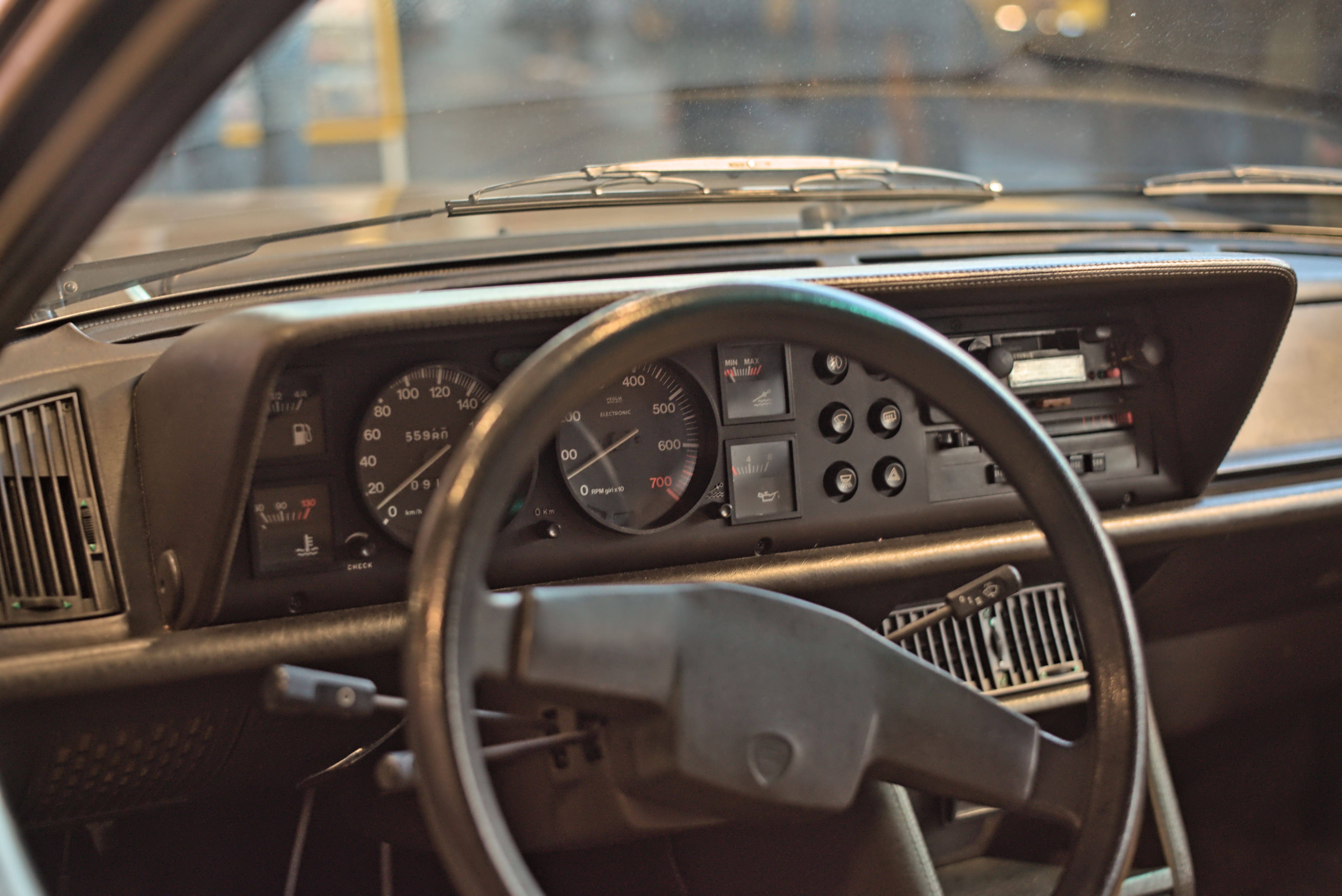
Приборная панель в Lancia Gamma

Lancia Gamma (Тип 830), также известный как Lancia γ — автомобиль представительского класса (E-сегмент в Европе), производимый и продаваемый подразделением Lancia компании Fiat. После своего дебюта на Женевском автосалоне в 1976 году в качестве нового флагмана Lancia, Gamma продавалась как 4-дверный седан-фастбэк, известный как Berlina (1976—1984), и как 2-дверное купе (1977—1984). Обе модели разработаны производителем кузовов Pininfarina — выпущено 15 272 и 6 790 штук соответственно. Gamma пришла на смену Lancia Flavia.
В стиле фастбэк Berlina имелся обычный багажник сзади, а не хэтчбек. На пресс-презентации автомобиля Pininfarina заявила, что от хэтчбека отказались, чтобы избавить пассажиров на задних сиденьях от неудобств, когда багаж загружен, якобы из-за сквозняков.

## История
Гамма — третья буква греческого алфавита. Lancia использовала греческие буквы для обозначения своих моделей до 1945 года, а номенклатура была возрождена с выпуском Lancia Beta в 1971 году, первой моделью Lancia, разработанной под руководством Fiat. Gamma также имеет передний привод и элементы подвески от Beta.

## Модели

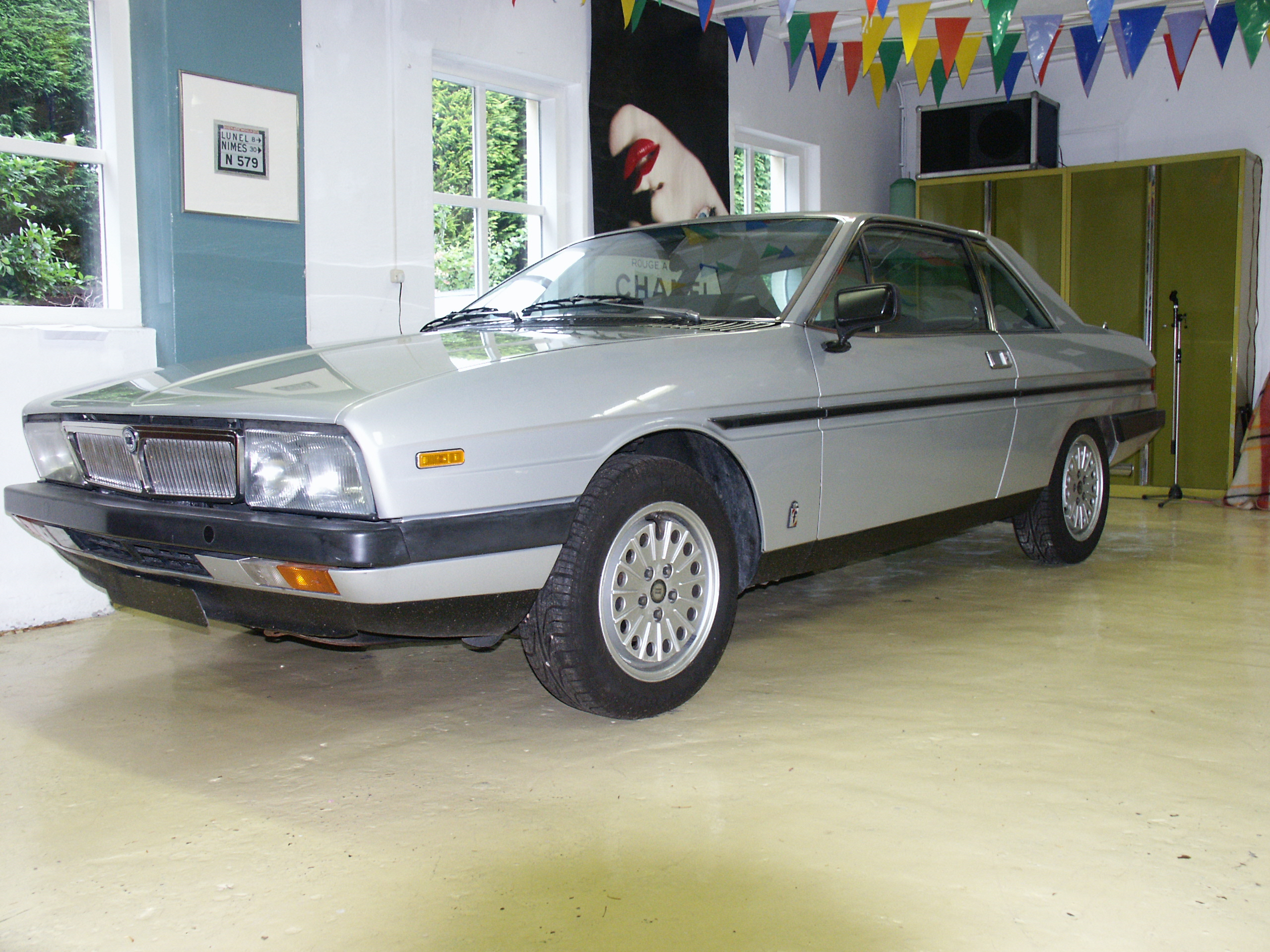
Lancia Gamma Купе (спереди)
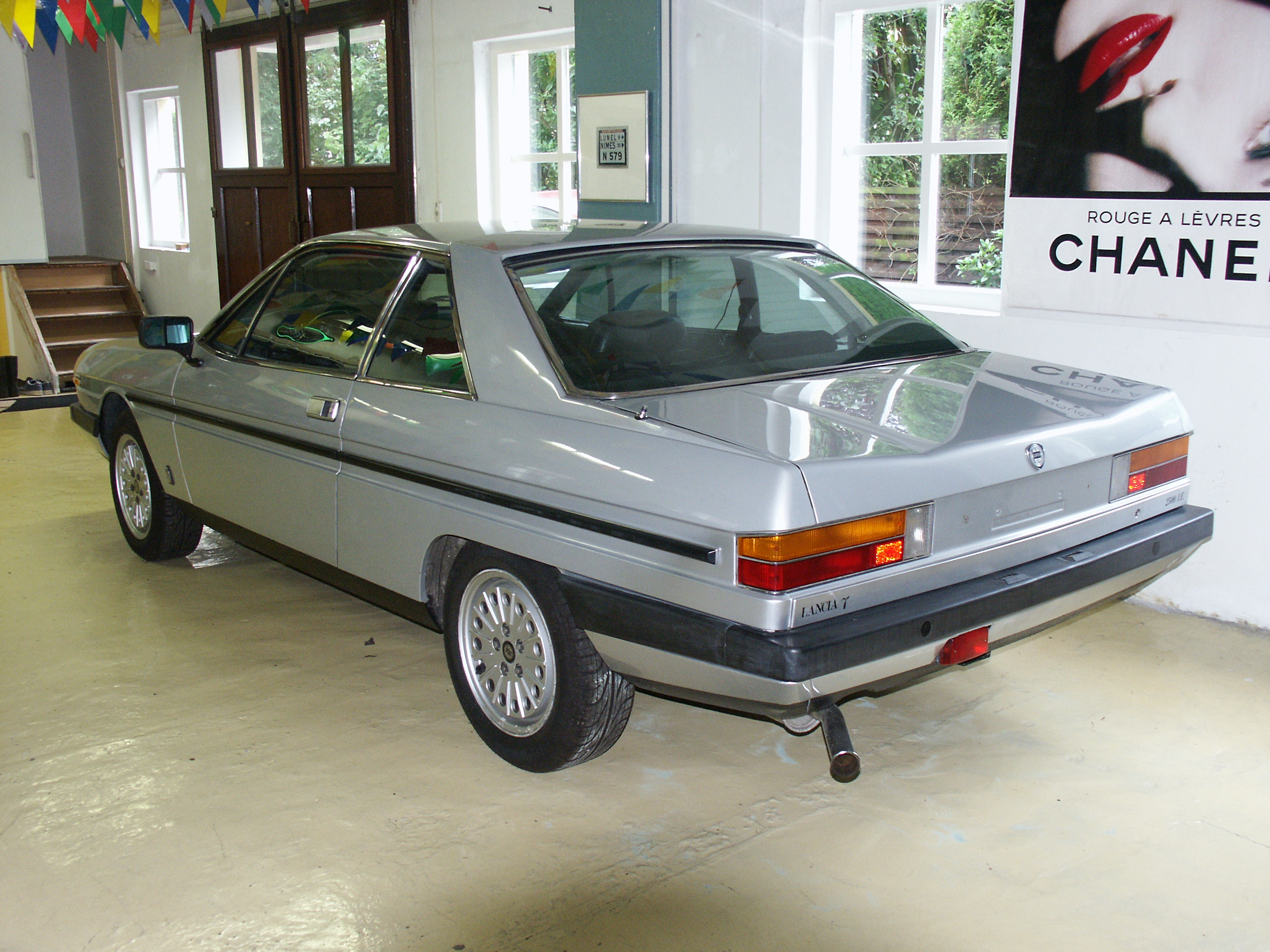
Lanica Gamma Купе (сзади)
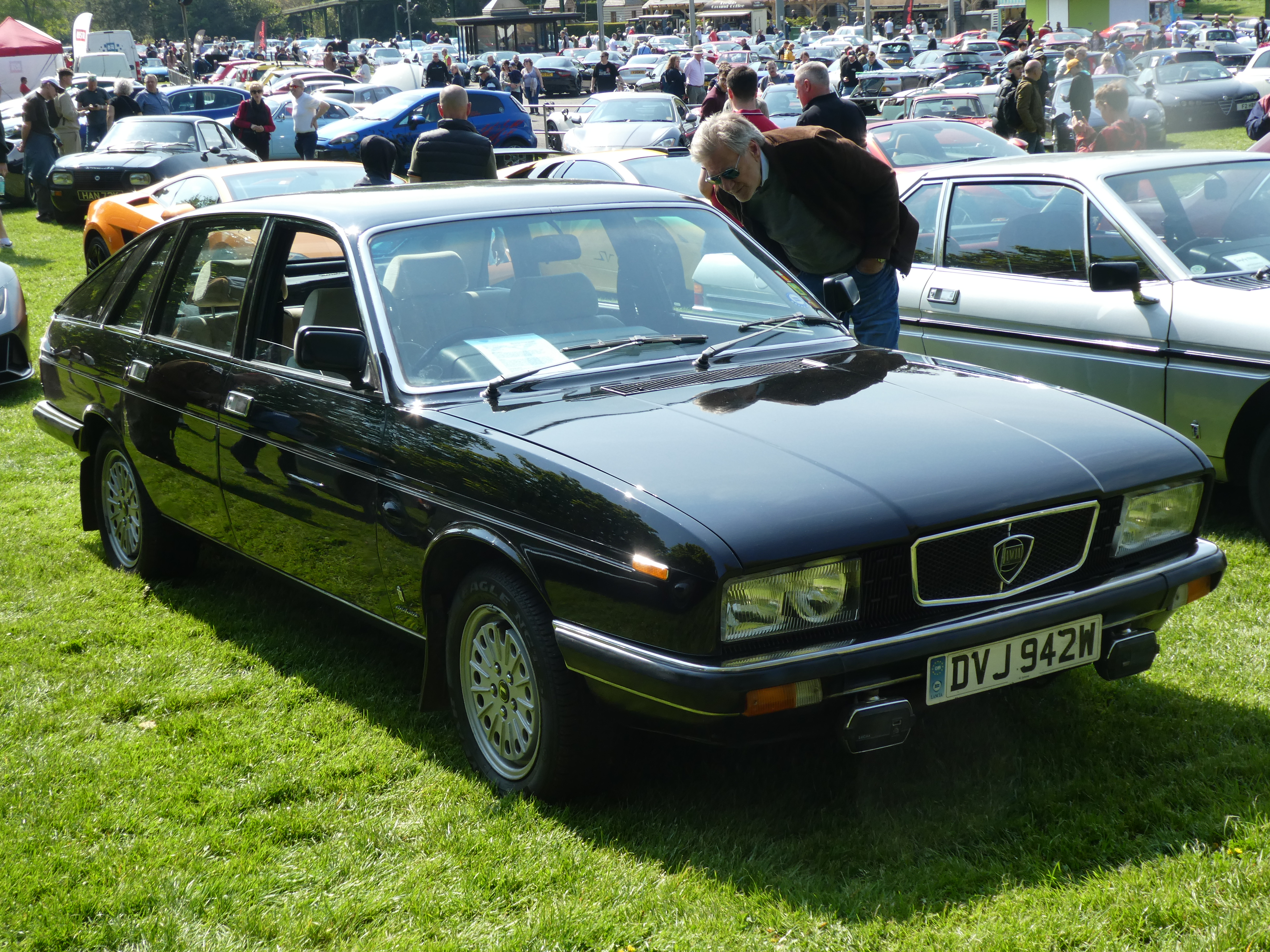
Lancia Gamma Berlina (спереди)
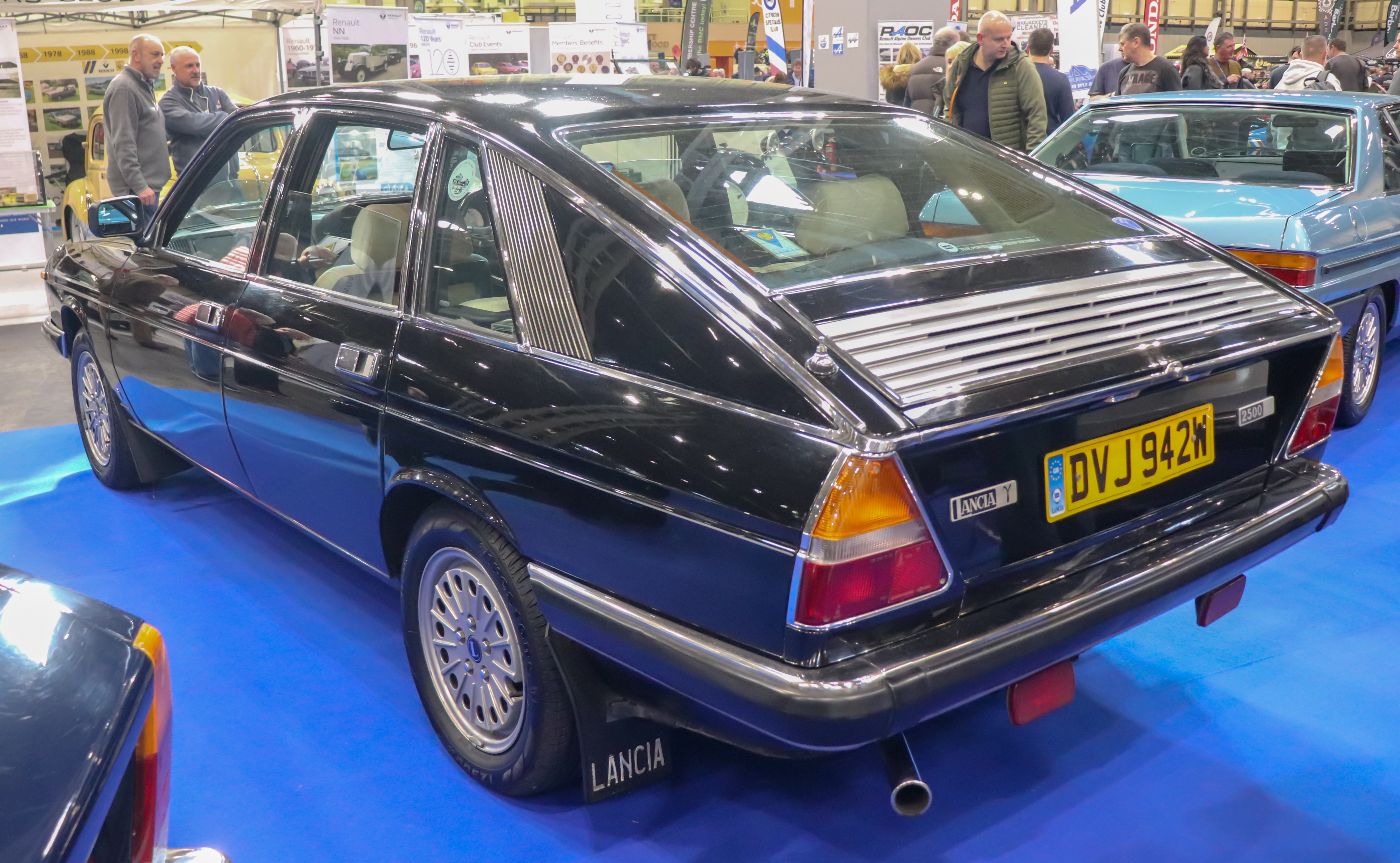
Lancia Gamma Berlina (сзади)

## Двигатели
Lancia Gamma был переднеприводным автомобилем с продольно расположенным оппозитным двигателем и либо 5-ступенчатой механической коробкой передач, а позже и 4-ступенчатой автоматической коробкой передач. Gamma получила фейслифтинг в середине цикла, систему впрыска топлива Bosch L-Jetronic, а также новую фирменную решётку радиатора, 15-дюймовые легкосплавные диски «солнечные лучи» и обновлённый интерьер с новыми приборами, внутренним освещением, значками, ручным тормозом и рычагом переключения передач гетры.
Хотя Fiat планировал использовать один из своих двигателей V6, Lancia разработала для Gamma уникальные оппозитные четырёхцилиндровые двигатели. В Lancia Flavia и Flavia Coupe использовались четырёхцилиндровые оппозитные двигатели объёмом 1,8 и 2,0 литра, а в Lancia 2000 — 2,0-литровый двигатель. Конструктор двигателей Де Вирджилио также разработал двигатель для Gamma, который представлял собой 4-камерный V6 рабочим объёмом 3 или 4 литра, но это так и не было реализовано.
Плоский двигатель, хотя и большой для современного 4-цилиндрового бензинового двигателя, не обладал отличительной чертой шести и восьмицилиндровых двигателей, но позволил главному стилисту Pininfarina Альдо Бровароне опустить линию капота купе и круто наклонить лобовое стекло.
Двигатель, отлитый под давлением из сплава с мокрыми гильзами цилиндров, был лёгким и, хотя он выдавал всего 140 л. с. в 2,0-литровом исполнении, его крутящий момент был 2000 об/мин.
Первоначально автомобиль оснащался двигателем рабочим объёмом 2,5 л (Gamma 2500), позже в моторную гамму вошёл 2,0-литровый двигатель (Gamma 2000), что стало результатом итальянской налоговой системы (автомобили с двигателями объёмом более 2,0 л подвергались более тяжёлой налоговой нагрузке). Рабочий объём был уменьшен за счёт уменьшения диаметра цилиндра, а не хода двигателя. В обоих двигателях использовались карбюраторы Weber, а двигатель объёмом 2,5 л также выпускался в версии с впрыском топлива (Gamma 2500 I.E.).

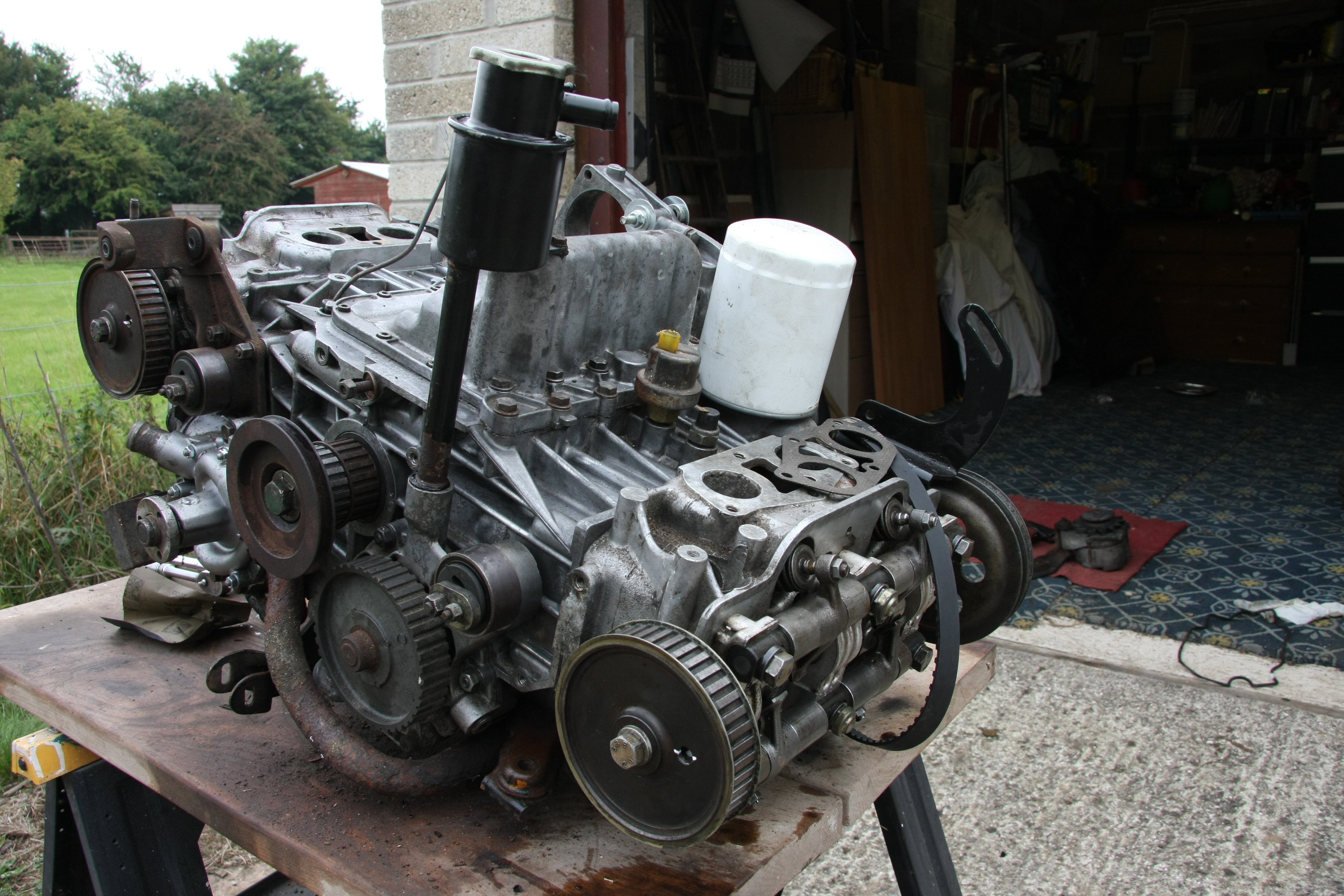
Двигатель Lancia Gamma

- Карбюратор, 2,0 л, 8v, SOHC, плоский 4-цилиндровый двигатель, 1999 см3, 120 л. с. (1-я серия), 115 л. с. (2-я серия).
- Карбюратор, 2,5 л, 8v, SOHC, оппозитный 4-цилиндровый двигатель, 2484 см3, 140 л. с.
- Инжектор, 2,5 л, 8v, SOHC, плоский 4-цилиндровый двигатель, 2484 см3, 140 л. с.

| Данные о производстве Lancia Gamma Coupé | Данные о производстве Lancia Gamma Coupé | Данные о производстве Lancia Gamma Coupé | Данные о производстве Lancia Gamma Coupé | Данные о производстве Lancia Gamma Coupé | Данные о производстве Lancia Gamma Coupé | Данные о производстве Lancia Gamma Coupé | Данные о производстве Lancia Gamma Coupé | Данные о производстве Lancia Gamma Coupé | Данные о производстве Lancia Gamma Coupé | Данные о производстве Lancia Gamma Coupé |
| Серия                                    | 1976                                     | 1977                                     | 1978                                     | 1979                                     | 1980                                     | 1981                                     | 1982                                     | 1983                                     | 1984                                     | Итог                                     |
| ---------------------------------------- | ---------------------------------------- | ---------------------------------------- | ---------------------------------------- | ---------------------------------------- | ---------------------------------------- | ---------------------------------------- | ---------------------------------------- | ---------------------------------------- | ---------------------------------------- | ---------------------------------------- |
| 1                                        | 9                                        | 1006                                     | 2064                                     | 1236                                     |                                          |                                          |                                          |                                          |                                          | 6790                                     |
| 2                                        |                                          |                                          |                                          | 37                                       | 1225                                     | 952                                      | 176                                      | 51                                       | 33                                       | 6790                                     |

*Заявлено производственными отчётами Pininfarina
| Данные о производстве двигателей Lancia Gamma Coupé | Данные о производстве двигателей Lancia Gamma Coupé | Данные о производстве двигателей Lancia Gamma Coupé | Данные о производстве двигателей Lancia Gamma Coupé | Данные о производстве двигателей Lancia Gamma Coupé |
|                                                     | 2.0                                                 | 2.5                                                 | 2.5 ie                                              | Итог                                                |
| --------------------------------------------------- | --------------------------------------------------- | --------------------------------------------------- | --------------------------------------------------- | --------------------------------------------------- |
| Серия 1 1976—1979                                   | 1978                                                | 2337                                                |                                                     | 4315                                                |
| Серия 2 1980—1984                                   | 1265                                                |                                                     | 1209                                                | 2474                                                |
| Итог                                                | 1243                                                | 3546                                                | 3546                                                | 6789                                                |

## Концепты
За прошедшие годы на базе Gamma Platform было разработано несколько концепт-каров:
- 1977 Pininfarina Gamma Spider — тарга и купе
- 1977 Italdesign Megagamma — вариант минивэна с коротким носом (многоцелевой автомобиль) и кузовом хэтчбек.
- 1980 Pininfarina Gamma Scala — седан, созданный на базе купе, но с обычным багажником седана[5].
- 1981 Saloon — вариант седана с шестью окнами и тремя отсеками, основанный на Berlina, разработанный Centro Stile Lancia.
- 1982 Pininfarina Gamma Olgiata — трехдверный шутинг-брейк, созданный на базе купе; По концепции похож на Lancia Beta HPE[6].

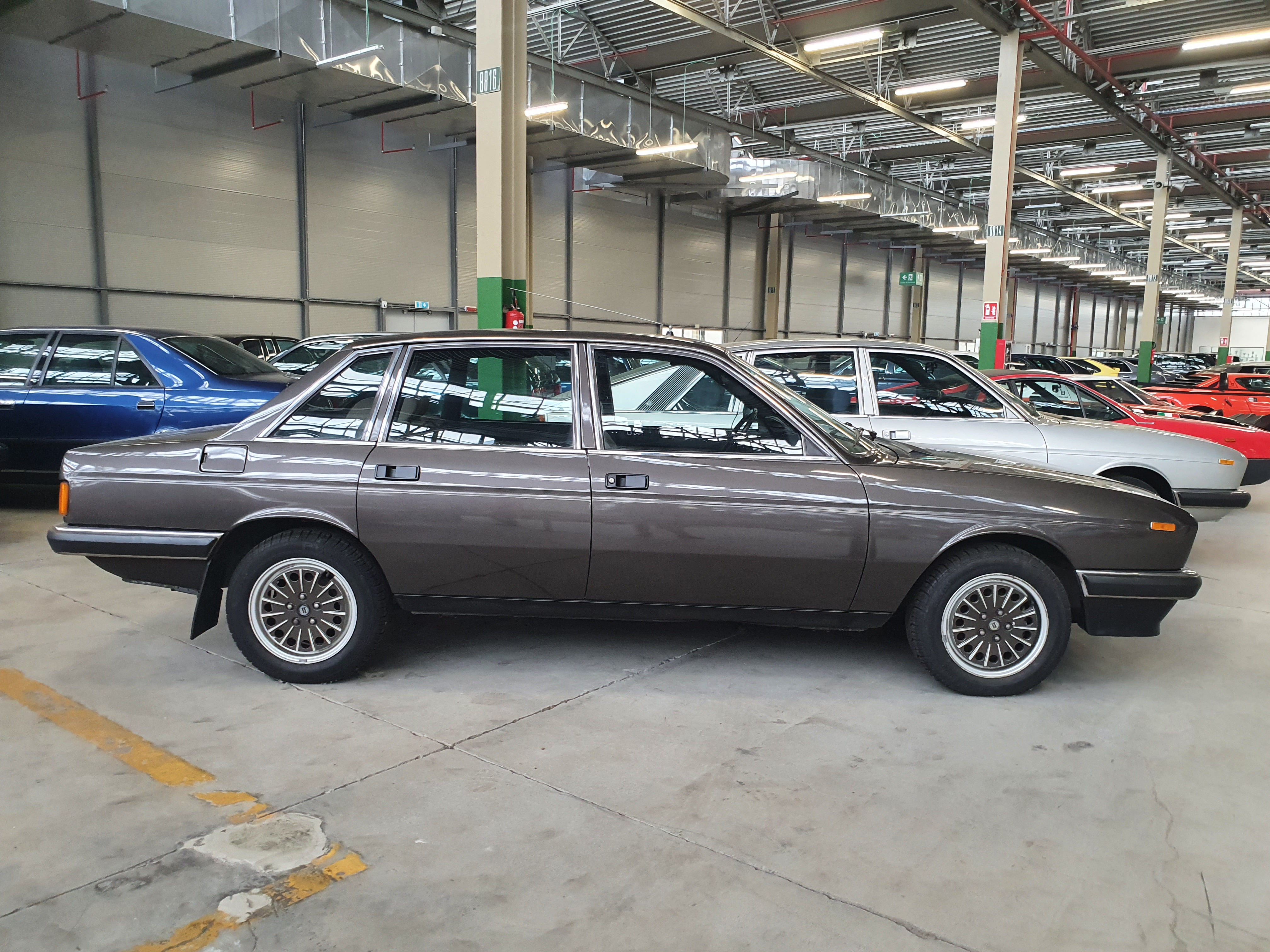
1981 Saloon
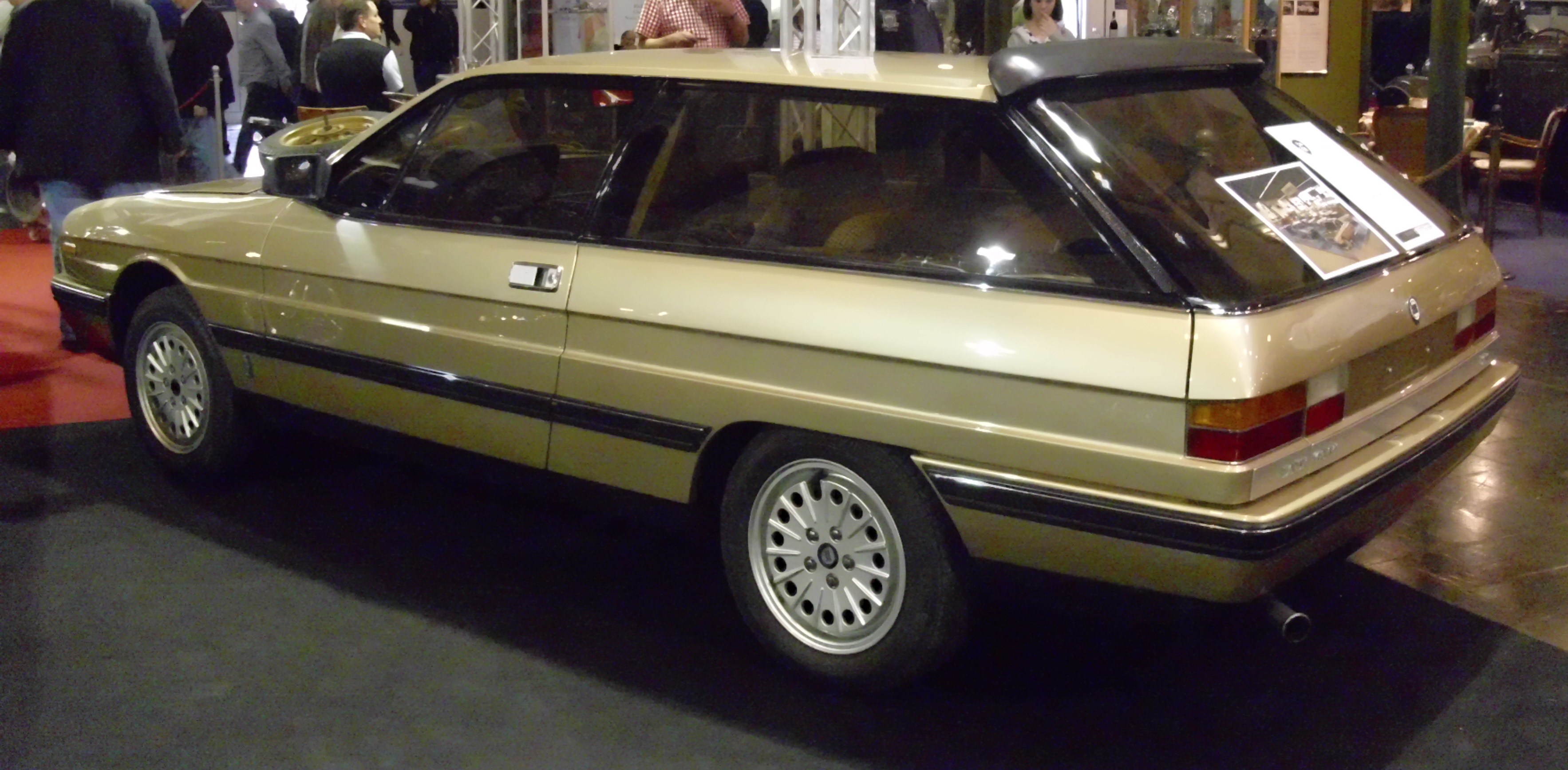
1982 Pininfarina Gamma Olgiata